# Karahan Tepe
Koordinaten: 37° 8′ 31″ N, 39° 30′ 5″ O

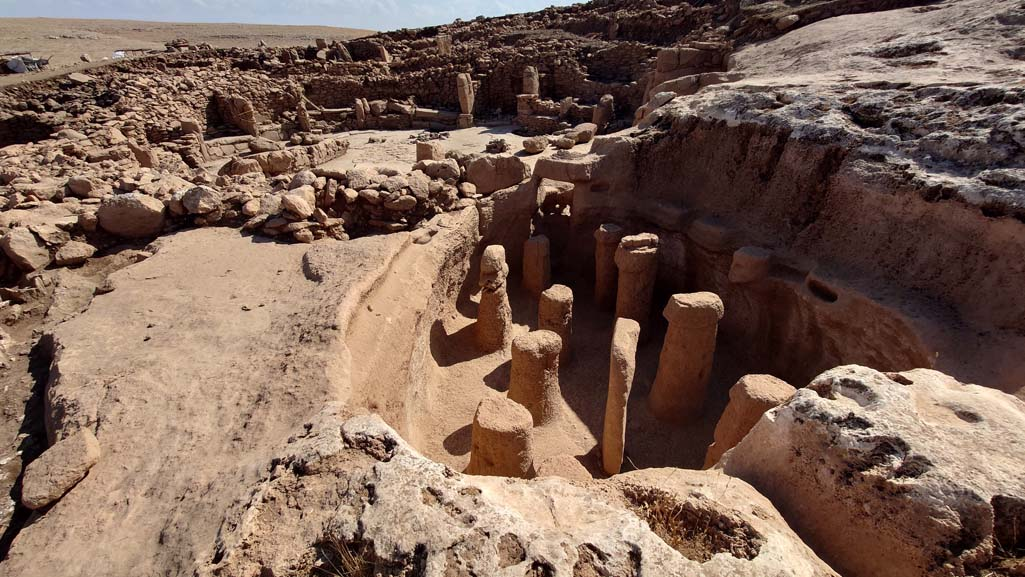
Karahan Tepe

Karahan Tepe – auch Karahantepe – ist eine archäologische Stätte in der Provinz Şanlıurfa in der Türkei. Die Stätte liegt 60 Kilometer südöstlich von Göbekli Tepe und Archäologen haben dort auch die für Göbekli Tepe typischen T-Pfeiler freigelegt. Göbekli Tepe wird daher oft als Schwesterstätte bezeichnet. Laut Daily Sabah wurden bis zum Jahr 2020 250 T-Pfeiler mit Tierfiguren freigelegt. Beide Stätten sind Teil des Göbeklitepe-Kultur- und Karahantepe-Ausgrabungsprojekts.

## Lage
Karahan Tepe wurden 1997 von Bahattin Çelik in der Nähe des Kargalı-Viertels im Tek-Tek-Dağları-Nationalpark entdeckt. Die Gegend ist unter den Einheimischen als „Keçilitepe“ bekannt. Die Stätte liegt auf 705 m Meereshöhe auf einem Hügel, der sich etwa von NNO nach SSW erstreckt. Dieser Hügel gehört zur Region des Tektekgebirges, das eher eine Hügellandschaft und kein echtes Gebirge ist, am östlichen Rand der fruchtbaren Harranebene. Karahan Tepe liegt in einem ariden Kalksteingelände, das stark erodiert ist. Die gesamte Fläche der Stätte ist ungefähr 60 Tausend Quadratmeter groß und damit etwa ein Drittel so groß wie Göbekli Tepe.

## Funde
Erste Ausgrabungen fanden im Jahr 2000 statt und danach nochmals 2011. Es wurden über 600 kleine Funde gemacht, die meisten Steinwerkzeuge aus Feuerstein und Obsidian sowie Pfeilspitzen. Ferner wurden sechs Steinschalen und Axtwerkzeuge aus Flusskieseln und vier Stößel aus Basalt gefunden. Daneben wurden hunderte T-Pfeiler ausgegraben, die in Reihen aufgestellt waren und höchstwahrscheinlich alle direkt vor Ort aus dem Felsen geschlagen worden sind. Funde auf der Westseite des Hügels, welche halbfertige T-Pfeiler zeigen, weisen darauf hin. Die späteren Ausgrabungen zeigten einen T-Pfeiler mit eingravierter Schlange und einen anderen T-Pfeiler mit einer Tierfigur. 
All diese Funde zeigen, dass Karahan Tepe nur während des Präkeramischen Neolithikums (9500 bis 6400 v. Chr., wahrscheinlich eher zwischen 8500 und 8000 v. Chr.) bewohnt war. Laut Bahattin Çelik war der Hügel damals in einer günstigen Gegend für die Jagd, weil er zwischen der flachen Harranebene und der Hügellandschaft lag.
Der Leiter der Ausgrabungen, Necmi Karul, ein Archäologe an der Universität Istanbul, sagte 2019 gegenüber der Agentur Anadolu: „Letztes Jahr wurden die Ausgrabungsarbeiten in Karahantepe [Kectepe] wieder aufgenommen – etwa 60 km von Göbeklitepe entfernt – und wir stießen auf Spuren von besonderen Strukturen, Obelisken, Tierskulpturen, sowie Ornamente und vergleichbare Symbole“. Irgendwann füllten die Bewohner die Stätte mit Erde und Schutt auf, wodurch T-Spitzen-Säulen erhalten blieben, die in das Grundgestein gehauen wurden.
Im September 2023 haben türkische und deutsche Fachleute weitere Skulpturen der so genannten Tepeler-Kulturen entdeckt, die Statue eines Geiers und eine 2,3 Meter hohe anthropomorphe Statue. Die nackte Figur, die womöglich als sitzend dargestellt sein soll, umgreift mit beiden Händen ihren Phallus. Finger und Rippen wurden mit tiefen Ritzlinien angegeben, um den Hals hebt sich eine Art V-förmiger Kragen ab. Ebenjenes Motiv ist auch von anderen Fundstücken bekannt wie beispielsweise vom so genannten Urfa-Mann, einer etwa 1,8 Meter hohen Sandsteinstatue, die 1993 bei Bauarbeiten in der Stadt Şanlıurfa entdeckt wurde.